# Lysos
Lysos är en ort i Cypern.   Den ligger i distriktet Eparchía Páfou, i den västra delen av landet, 80 km väster om huvudstaden Nicosia. Lysos ligger 544 meter över havet och antalet invånare är 160. Den ligger på ön Cypern.
Terrängen runt Lysos är kuperad.Trakten runt Lysos är mycket glesbefolkad, med 6 invånare per kvadratkilometer. Närmaste större samhälle är Argáka, 8,0 km norr om Lysos. Trakten runt Lysos består till största delen av jordbruksmark.